# Мамазакиров, Мирзаякуб
Мирзаякуб Мамазакиров (род. 1921 год, Туркестанская Автономная Социалистическая Советская Республика — неизвестно, 1-е отделение хлопкосовхоза Дальверзин № 2, Бекабадский район, Ташкентская область, Узбекская ССР) — звеньевой хлопкового совхоза Дальверзин № 2 Министерства совхозов СССР, Бекабадский район, Ташкентская область, Узбекская ССР. Герой Социалистического Труда (1950).

## Биография
Родился в 1921 году в крестьянской семье в одном из сельских населённых пунктов Туркестанского края (в советское время — 1-е отделение хлопкосовхоза Дальверзин № 2 Беговатского района Ташкентской области). После окончания местной сельской школы трудился рядовым колхозником в совхозе Дальверзин № 2 Беговатского района до призыва в 1942 году в Красную Армию. С мая 1942 года участвовал в Великой Отечественной войне. Воевал в составе сапёрного взвода 1003-го стрелкового полка 279-й стрелковой дивизии 51-й Армии.
После демобилизации возвратился на родину и продолжил трудиться рядовым колхозником в совхозе Дальверзин № 2. В последующее годы был назначен звеньевым хлопководческого звена 1-го совхозного отделения.
В 1949 году звено под его руководством собрало в среднем с каждого гектара по 61,8 центнеров хлопка-сырца на участке площадью 6 гектаров. Указом Президиума Верховного Совета СССР от 13 июля 1950 года удостоен звания Героя Социалистического Труда за «за получение высоких урожаев хлопка в 1949 году» с вручением ордена Ленина и золотой медали «Серп и Молот» (№ 5453).
Этим же Указом званием Героя Социалистического Труда были награждены труженики совхоза Дальверзин № 2 звеньевые Абдуваит Абдукадыров и Камилжан Мирзарахимов.
После выхода на пенсию проживал в 1-м отделении хлопкосовхоза Дальверзин № 2 Бекабадского района. Дата его смерти не установлена.
Награды
- Герой Социалистического Труда
- Орден Ленина
- Орден Славы (27.05.1944)
- Орден Трудового Красного Знамени (27.05.1951)
- Медаль «За отвагу» (06.10.1943)
- Медаль «За победу над Германией в Великой Отечественной войне 1941—1945 гг.»